# 須川湖 (長野県)
須川湖（すがわこ）は、長野県上田市大字諏訪形字須川にある湖。江戸時代、もと沼だったところを改修して現在の姿になった。

## 概要
上田市中心市街地から長野県道186号上田塩川線を丸子（旧・小県郡丸子町）方面に進むと須川湖に至る。小牧山の山中、標高およそ700メートルの地点にあり、面積10万平方メートル、周囲長3キロメートル、水深は最大で4.6メートルである。周囲はカラマツが明るい森林をつくり、植物の種類も数多い。北の山には源義仲（木曾義仲）の築いた城があったという。
古くは北・東・南の三方を山で囲まれた小さな沼であったが、1654年（承応3年）から1657年（明暦3年）にかけて農業用水確保のため西側に土砂（粘土）を盛り立て、ため池として改修された。仙石氏が上田藩の藩主を務めていた時代のことである。こうして誕生した湖水は、周辺集落の自給自足生活を支える水源として利用された。
冬になると湖面が結氷し、スケートリンクとしても利用された。当地を一躍有名にしたのが1953年（昭和28年）に当地で開催された第21回全日本スピードスケート選手権大会である。その後もオール信州スケート大会や上田市民スケート大会が開催されたほか、小・中学生のスケート教室としても利用された。しかし、結氷期間はそれほど長いものではなく、人工スケートリンクの開設や暖冬の影響もあって衰退し、1975年（昭和50年）ごろスケートリンクが廃止された。その後は釣りやボートなど夏のレジャー開発に力が入れられ、モーテルや別荘、テニスコート、ゴルフ場などが整備された。

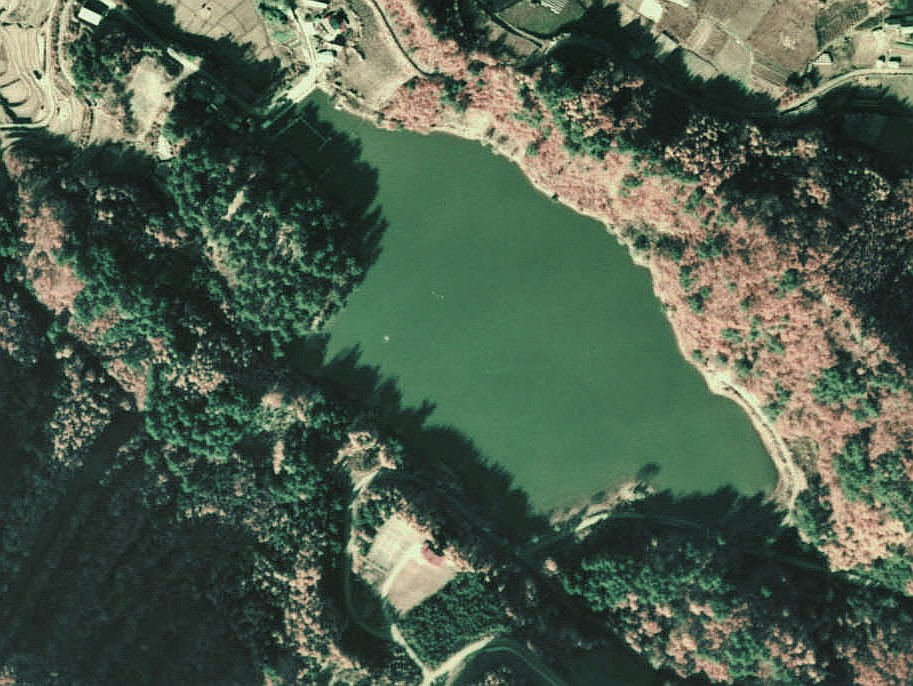
須川湖空撮
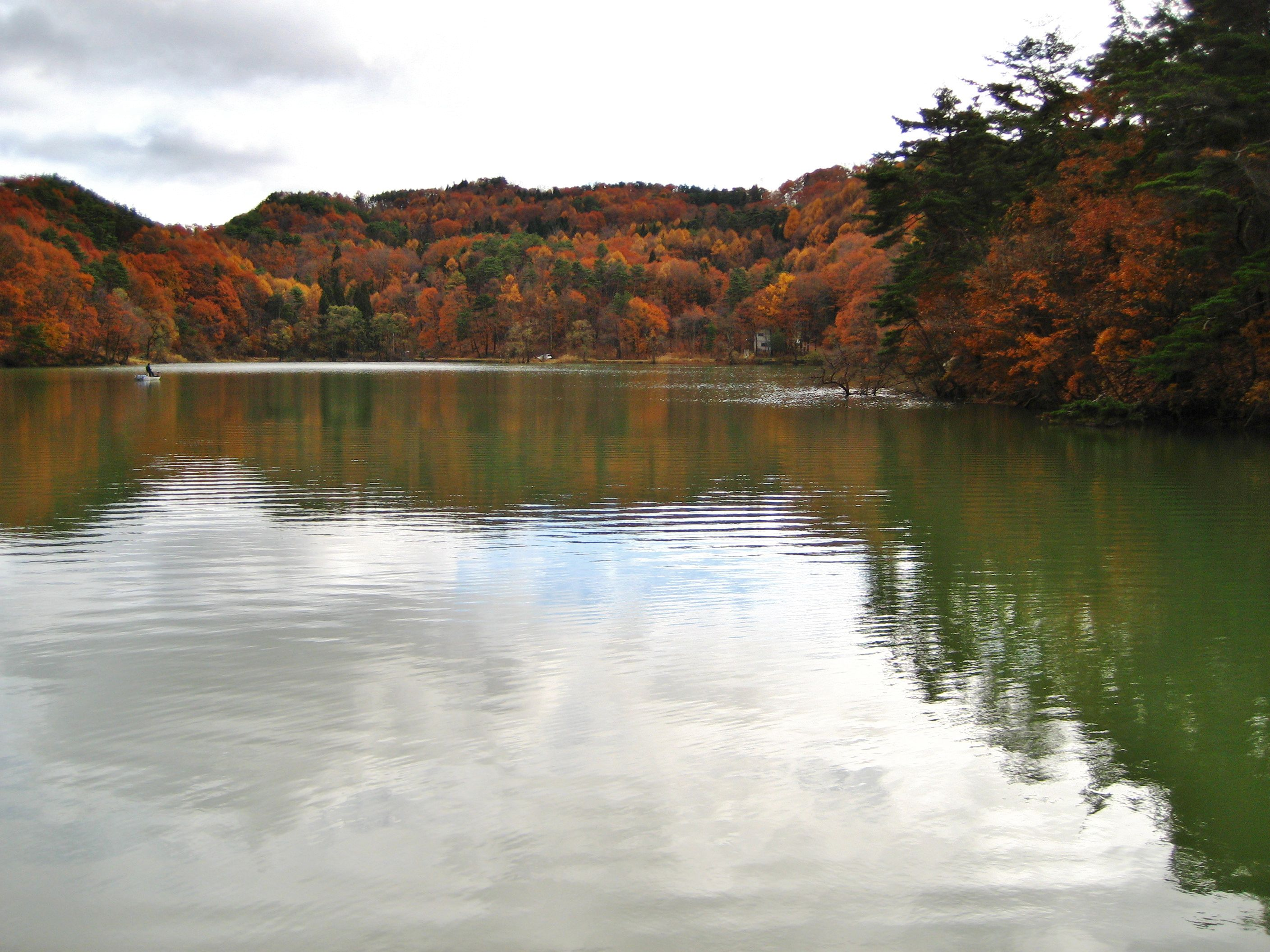
秋の須川湖

## 伝承
須川湖の底には信濃国分寺の鐘が沈んでいるという伝説がある。むかし、盗賊が国分寺から鐘を盗み出し、須川湖付近で一休みしていると、鐘が「国分寺恋しや」とひとりでに動き出し、湖に落ちてしまった。湖の主の竜はこの鐘の化身であり、湖で溺れそうになったときは「国分寺へ行く」と唱えると助かるとか、どんな日照りでも干上がることがないといった話もある（水位が下がり鐘の竜頭が水面から顔をのぞかせると、その竜が雲を呼び雨を降らせるとされる）。また、湖に自生するヒシの実を指して、地元では「かねつき」と呼んでいたという。